# میشل پورتال
میشل پورتال (انگلیسی: Michel Portal؛ زادهٔ ۲۷ نوامبر ۱۹۳۵) موسیقی‌دان و آهنگساز اهل فرانسه است.
از فیلم‌ها یا برنامه‌های تلویزیونی که وی در آن نقش داشته‌است می‌توان به بلوز پاریس اشاره کرد.